# Памятники истории и культуры местного значения Абайского района Карагандинской области
Памятники истории и культуры местного значения Абайского района — это отдельные постройки, здания и сооружения с исторически сложившимися территориями указанных построек, мемориальные дома, здания и сооружения, некрополи, мавзолеи и отдельные захоронения а также произведения монументального искусства, включённые в Государственный список памятников истории и культуры местного значения Карагандинской области и являющиеся потенциальными объектами реставрации, представляющие историческую, научную, архитектурную, художественную и мемориальную ценность и имеющие особое значение для истории и культуры всей страны. Списки памятников истории и культуры местного значения утверждаются исполнительным органом региона по представлению уполномоченного органа по охране и использованию историко-культурного наследия.

## История
В 1978 году Исполнительный комитет областного Совета народных депутатов Карагандинской области принял постановление «О памятниках культуры, рекомендуемых под государственную охрану». Этим решением предусматривалось оформить охранное обязательство и разработать проекты реставрации памятников.
16 апреля 2010 года был утверждён новый Государственный список памятников истории и культуры местного значения Карагандинской области, одновременно с которым все предыдущие решения по этому поводу были признаны утратившими силу.
17 ноября 2020 года принят обновлённый государственный список памятников Карагандинской области.

## Список памятников
| № в списке | Название                                           | Вид памятника      | Место нахождения | Изображение | Координаты |
| ---------- | -------------------------------------------------- | ------------------ | --- | ----------- | ---------- |
| 1.         | Могильник Шерубай, ранний железный век (далее РЖВ) | археология         | в 7 километрах к юго-востоку от посёлка Топар |             |            |
| 2.         | Могильник Шерубай 1, эпоха бронзы                  | археология         | в 8 км к ЮВ от посёлка Топар, на территории железнодорожной станции Шерубай-Нура                                                                                  |             |            |
| 3.         | Могильник Топар, РЖВ                               | археология         | в 5 км к ЮВ от Карагандинской гидроэлектростанции-2 (далее ГРЭС-2)                                                                                                |             |            |
| 4.         | Могильник Топар 1, РЖВ                             | археология         | на территории посёлка Топар |             |            |
| 5.         | Могильник Топар 2, РЖВ                             | археология         | в 0,2 км к юго-западу (далее ЮЗ) от посёлка Топар |             |            |
| 6.         | Могильник Жартас, РЖВ                              | археология         | в 0,6 км к северо-востоку (далее СВ) от санатория "Жартас" |             |            |
| 7.         | Могильник Восход, РЖВ                              | археология         | в 0,7 км от санатория "Жартас" |             |            |
| 8.         | Могильник Коксу, РЖВ                               | археология         | в 2 км к ЮЗ от санатория "Жартас" |             |            |
| 9.         | Могильник Коксу 1, РЖВ                             | археология         | в 7,5 км к ЮВ от села Юбилейный |             |            |
| 10.        | Могильник Кулаайгыр, средневековье                 | археология         | в 4,5 км от села Кулаайгыр |             |            |
| 11.        | Курган Коксу, РЖВ                                  | археология         | в 2 км к северу (далее С) от села Коксу, в 2 км к ЮЗ от санатория "Жартас"                                                                                        |             |            |
| 12.        | Курган Южный, РЖВ                                  | археология         | в 12 км к юго-юго-востоку (далее ЮЮВ) от посёлка Топар, в 2,5 км к ЮЗ от железнодорожной станции Шерубай-Нура, в 7 км к северо-западу (далее СЗ) от посёлка Южный |             |            |
| 13.        | Могильник 8-й аул 1, эпоха бронзы, средневековье   | археология         | в 4 км к югу (далее Ю) от села 8-й аул |             |            |
| 14.        | Могильник Захаровка, РЖВ                           | археология         | в 3 км к ЮЗ от села Акмечеть, в 7 км к С от села Есенгельды, на левом берегу реки Нуры в 200 м от русла                                                           |             |            |
| 15.        | Могильник Кулаайгыр 1, средневековье               | археология         | в 2 км к СЗ от села Кулаайгыр, в 10 км к ЮВ от посёлка Топар |             |            |
| 16.        | Стоянка Карабас, эпоха камня                       | археология         | в 5 км к ЮВ от города Абай |             |            |
| 17.        | Могильник Самарка, РЖВ                             | археология         | в 6 км к ЮВ от села Самарка, в 3 км к юго-юго-западу (далее ЮЮЗ) от села Изумрудный, левый берег реки Нура                                                        |             |            |
| 18.        | Могильник Самарка 1, РЖВ                           | археология         | в 7,7 км Ю села Самарка, в 4,5 км к ЮЗ от села Изумрудный, левый берег реки Нура                                                                                  |             |            |
| 19.        | Могильник Самарка 2, РЖВ                           | археология         | в 8 км к Ю от села Самарка, в 5 км к ЮЮЗ от села Изумрудный |             |            |
| 20.        | Могильник Шерубай-Нура, средневековье              | археология         | в 8 км к СЗ от посёлка Южный, в 0,3 км к ЮВ от железнодорожной станции Шерубай-Нура, на правом берегу реки Нура                                                   |             |            |
| 21.        | Могильник Шерубай-Нура 1, средневековье            | археология         | в 7,5 км к СЗ от посёлка Южный, в 0,5 км к ЮВ от железнодорожной станции Шерубай-Нура, на правом берегу реки Нура                                                 |             |            |
| 22.        | Могильник Южный, РЖВ                               | археология         | в 6 км к ЮЗ от железнодорожной станции Шерубай-Нура, в 2 км к СВ от посёлка Южный, на левом берегу реки Нура                                                      |             |            |
| 23.        | Могильник Южный 1, РЖВ                             | археология         | в 2,5 км к западу (далее З) от посёлка Южный, в 7 км к ЮЗ от железнодорожной станции Шерубай-Нура, левый берег реки Нура                                          |             |            |
| 24.        | Могильник Южный 2, РЖВ                             | археология         | в 6 км к ЮЗ от железнодорожной станции Шерубай-Нура, в 2,5 км к северо-западу-западу (далее СЗЗ) от посёлка Южный, на левом берегу реки Нура                      |             |            |
| 25.        | Могильник Южный 3, РЖВ                             | археология         | в 12 км к Ю от посёлка Топар, в 4 км к ЮЗ от железнодорожной станции Шерубай-Нура, в 2 км к СЗ от посёлка Южный, на левом берегу реки Нура                        |             |            |
| 26.        | Могильник Есенгельды, РЖВ                          | археология         | в 1,5 км к ЮВ от села Есенгельды |             |            |
| 27.        | Поселение Есенгельды, эпоха бронзы                 | археология         | в 3 км к ЮЮВ от села Есенгельды, между могильником Есенгельды и устьем реки Нуры                                                                                  |             |            |
| 28.        | Могильник Есен, эпоха бронзы                       | археология         | в 5 км к Ю от села 8 аул, в 200 м к С от реки Есен |             |            |
| 29.        | Могильник Есен 1, РЖВ                              | археология         | в 200 м к Ю от русла реки Есен, в 15 км к Ю от села 8 аул |             |            |
| 30.        | Курган Есен, РЖВ                                   | археология         | к 18 км к Ю от села 8 аул, в 50 м к СВ от могильника Есен 1, на левом берегу реки Есен                                                                            |             |            |
| 31.        | Курган Баурозен, средневековье                     | археология         | в 3 км к З от автотрассы Караганды-Алматы, в 3 км к З от обогревательного пункта                                                                                  |             |            |
| 32.        | Курган Баурозен 1, средневековье                   | археология         | в 3 км к З от автотрассы Караганды-Алматы, в 3 км к З от обогревательного пункта, в 500 м к ЮВ от кургана Баурозен                                                |             |            |
| 33.        | Курган Баурозен 2, средневековье                   | археология         | в 10 км к З от автотрассы Караганды-Алматы, в 10 км к З от обогревательного пункта, в 11 км к З от вышки сотовой связи Билайн                                     |             |            |
| 34.        | Могильник Баурозен, средневековье                  | археология         | в 8 км к ЮЗ от автотрассы Караганды-Алматы, в 8 км к ЮЗ от обогревательного пункта                                                                                |             |            |
| 35.        | Могильник Баурозен 1, средневековье                | археология         | в 10 км к С от автотрассы Караганды-Алматы, в 10 км к С от обогревательного пункта, в 11 км к С от вышки сотовой связи Билайн                                     |             |            |
| 36.        | Могильник Баурозен 2, средневековье                | археология         | в 10 км к З от автотрассы Караганды-Алматы, в 10 км к З от обогревательного пункта, в 11 км к З от вышки сотовой связи Билайн                                     |             |            |
| 37.        | «Мамочкино» кладбище                               | сакральные объекты | посёлок Жартас |             |            |